# 職業運動員
職業運動員（英語：Professional athletes）與业余体育相對，參與者因其表現而獲得報酬。體育職業化的興起是多種發展因素結合的結果。大眾媒體和休閒時間的增加帶來了更大的觀眾群體，使體育組織或球隊能夠獲得大量收入。因此，更多運動員能夠負擔得起將體育作為主要職業，投入必要的訓練時間來提高技能、身體狀況和經驗，以達到現代的成就水平。這種專業水準也有助於提升體育運動的受歡迎程度。在大多數職業體育項目中，業餘選手的數量遠多於職業選手，儘管業餘選手和職業選手通常不會同場競技。

## 對職業化的反對
根據業餘體育哲學的支持者觀點，職業運動一直是傳統批評的對象。該哲學認為體育的核心精神是為了競爭本身和純粹的享受而進行比賽，而非作為謀生手段。業餘哲學的例子包括影響英國公學體育推廣的基督教肌肉主義運動，以及皮埃爾·德·顧拜旦所倡導的奧林匹克主義，後者是現代奧林匹克運動會復興的推動力量。這兩種體育實踐和理念之間的緊張關係可追溯至19世紀現代有組織體育的起源。體育運動中涉及的高度政治和經濟利益確保了這種緊張關係持續強烈。職業體育組織往往以「叛逆」組織的形式發展，相對於既定的國家和國際聯合會，例如創造橄欖球聯盟規則的分裂。
反對業餘主義的論點通常訴諸於這樣的觀點：體育中的業餘主義偏向於那些能夠負擔得起不靠比賽獲得報酬的階層，因此是對下層階級的一種隱蔽偏見形式。另一個論點是，業餘選手往往實際上是職業選手，他們通過獲得津貼而非薪水來保持業餘身份。例如，所有東歐集團國家都充滿了實際上是全職運動員的業餘選手，他們被聘為贊助公司（航空工業、食品工人、拖拉機工業）或組織（克格勃、紅軍、蘇聯空軍）的正式工人，這些機構贊助了表面上是為其工人設立的業餘時間社會體育協會工人隊。

### 宗教反對
衛斯理聖潔運動中的基督徒堅持首日安息日主義立場，反對觀看或參與職業體育，認為職業體育聯盟褻瀆安息日，與基督徒對上帝的首要承諾相競爭，在球員和啦啦隊員的制服中表現出缺乏端莊，與暴力和許多球員大量使用褻瀆言語相關聯，並鼓勵賭博以及在體育賽事中飲酒和使用其他藥物，這些都違背了對禁酒主義的承諾。
屬於敬虔路德宗傳統的拉斯塔第安路德宗信徒同樣教導說：「競技體育是不可接受的，但我們應該通過各種形式的運動來保持健康。」

## 體育薪資
職業運動員在最高水平上可以賺取大量金錢；例如，2024年洛杉磯道奇棒球隊將向其薪酬最高的球員大谷翔平支付7000萬美元。根據《富比士》2021年排行榜，收入最高的運動員包括克里斯蒂亞諾·羅納度、萊昂內爾·梅西、大坂直美、老虎·伍茲、小威廉絲和摔角手轉演員巨石強森。前十名網球選手平均每年收入約300萬美元。 體育和運動員收入增長的大部分來自轉播權；例如，NFL最新的電視合約價值接近每年50億美元。
在籃球、高爾夫、足球、壘球和棒球等運動中，女性的收入往往比男性少得多。網球是個例外，女性的薪資往往與男性同行相當。 2019年收入最高的女運動員是小威廉絲，年收入為2920萬美元；收入最高的男運動員是萊昂內爾·梅西，年收入為1.27億美元。在足球運動中，全球女性的平均工資為35,000美元，而男性為410,730美元。女子聯賽的上座率也往往低於男子聯賽，企業贊助商較少，轉播權收入也較少。廣泛的性別差異阻礙了對職業體育中女運動員的支持和認可。女運動員難以獲得與男運動員同等程度的知名度和贊助機會，男運動員的成就經常主導主流體育報導。根據普渡大學美國研究、性別和性向教授謝麗爾·庫基在TEDx演講中所說，女運動員在主流體育媒體和贊助機會中的邊緣化並非新鮮事。據庫基所言，女運動員需要更多的知名度來確保她們獲得必要資源和經濟保障的機會，這影響了她們的職業發展。
然而，在最高級別聯賽之外，職業運動員能賺取的金錢急劇下降，因為粉絲基礎通常較小且沒有電視收入。例如，雖然國家美式足球聯盟的球隊能夠負擔每年向球員支付數百萬美元並仍保持可觀利潤，但美國第二高級別的美式足球聯賽聯合足球聯盟一直難以支付帳單，儘管只向球員分配每年20,000美元，但仍持續虧損，而且電視網絡要求聯盟支付電視播出時間費用而非向聯盟付費，使得聯盟的商業模式無法運作。在美國和加拿大，大多數低端職業聯賽作為附屬農場球隊運營，實際上同意培養年輕球員最終在大聯盟比賽，以換取補貼這些球員的薪資；這被稱為小聯盟系統，在職業棒球和職業冰球中最為普遍。否則，聯盟可能需要將自己歸類為半職業，換句話說，能夠向球員支付少量金額，但不足以支付球員的基本生活費用。
許多職業運動員在退役後不久就遇到財務困難，這是由於不良投資、揮霍消費和缺乏非運動技能的結合。職業體育生涯的磨損可能造成身體和心理副作用（如慢性創傷性腦病變，這種情況在2010年代公眾意識大幅提升），這可能損害前職業運動員的就業能力。在美國，這些問題中的一些因大學體育系統確保大多數職業運動員接受無學生債務的大學教育而得到緩解，這種遺產為他們在體育生涯結束後提供了職業道路。

## 外部連結
- PDF 牧師羅伯特·S·德·庫爾西·拉凡：顧拜旦在英國的「助手」